# Graben-Neudorf
Graben-Neudorf – gmina w Niemczech, w kraju związkowym Badenia-Wirtembergia, w rejencji Karlsruhe, w regionie Mittlerer Oberrhein, w powiecie Karlsruhe, siedziba wspólnoty administracyjnej Graben-Neudorf. Leży nad rzeką Pfinz, ok. 15 km na północ od Karlsruhe, przy drogach krajowych B36, B35 i linii kolejowej Bazylea – Mannheim) ze stacją Graben-Neudorf.

## Osoby

### urodzone w Graben-Neudorf
- Adolf Kussmaul – niemiecki lekarz

### związane z gminą
- Aloys Henhöfer – niemiecki ksiądz

## Współpraca
Miejscowości partnerskie:
- Usk, Wielka Brytania
- Wilsdruff, Saksonia